# Armen Martirosyan
Armen Martirosyan (Armenia, 6 de agosto de 1969) es un atleta armenio retirado especializado en la prueba de triple salto, en la que consiguió ser medallista de bronce europeo en pista cubierta en 1996.

## Carrera deportiva
En el Campeonato Europeo de Atletismo en Pista Cubierta de 1996 ganó la medalla de bronce en el triple salto, con un salto de 16.74 metros, tras el letón Māris Bružiks  (oro con 16.97 metros) y el británico Francis Agyepong.